# Ilha Joinville
A Ilha Joinville é a maior ilha do arquipélago de Joinville, tendo cerca de 64 km de extensão na direção leste-oeste e 20 km de largura. Está distante da extremidade nordeste da Península Antártica, da qual está separada pelo Canal Antártico. A Ilha Joinville foi descoberta e mapeada de forma bruta durante 1838 por uma expedição da França comandada pelo Capitão Jules Dumont d'Urville, e recebeu o nome de Francisco Fernando de Orléans, Príncipe de Joinville (1818–1900), o terceiro filho do Duque d'Orléans Luís Filipe I de França. Está dentro do objeto de reivindicação da Antártida argentina, britânica e chilena.